# Zona de Wadati-Benioff

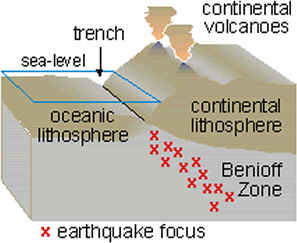
Diagrama de la zona de Wadati-Benioff, del Servicio Geológico de los Estados Unidos

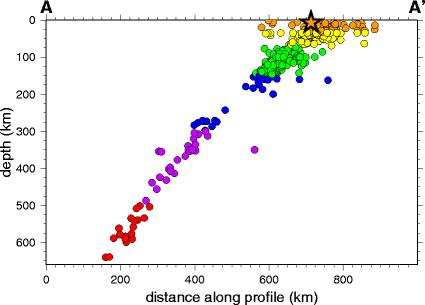
Sección transversal de sismicidad, zona de subducción de las Islas Kuriles, evento de 8.3 M_{w} de 15 de noviembre de 2006 marcado como estrella

En tectónica de placas, una zona de Wadati-Benioff (también zona de Benioff-Wadati o zona de Benioff o zona sísmica de Benioff) es una zona plana de sismicidad correspondiente a la placa descendente en una zona de subducción junto a uno de los lados de una fosa oceánica. El movimiento diferencial a lo largo del plano de fricción entre las dos placas (plano de Benioff) es donde se concentran los focos o hipocentros de los  numerosos terremotos que se producen de manera regular, cuyos focos pueden llegar a estar hasta a una profundidad de unos 670 km y que quedan proyectados en el mapa en el lado interno o cóncavo del arco dibujado por la fosa, es decir, por la línea de subducción. Esa zona, en la que son frecuentes los terremotos, es la que se denomina zona de Benioff, que observó que los hipocentros se presentan a mayor profundidad cuanto mayor es la distancia a la fosa. El término fue nombrado por los dos sismólogos, Hugo Benioff del Instituto de Tecnología de California y Kiyoo Wadati de la Agencia Meteorológica de Japón, quienes descubrieron las zonas de forma independiente.
Los terremotos de la zona de Wadati-Benioff se desarrollan debajo de los arcos de islas volcánicas y de los taludes continentales sobre las zonas de subducción activas. Pueden producirse por deslizamiento a lo largo de la falla de cabalgamiento de subducción o por deslizamiento en fallas dentro de la placa descendente, y como resultado de la flexión y extensión de la placa, esta es arrastrada hacia el manto. Los sismos de foco profundo a lo largo de la zona permiten a los sismólogos mapear la superficie tridimensional de una placa subducida de corteza oceánica y del manto.

## Descubrimiento
En 1949, el sismólogo estadounidense Hugo Benioff (1899-1968) introdujo un método para determinar los incrementos de tensión de rebote elástico de los terremotos en una falla particular.  Determinó que la raíz cuadrada de la energía de un terremoto es proporcional tanto al incremento de la tensión de rebote elástico como al desplazamiento de rebote, y desarrolló una forma de determinar si una serie de terremotos se generaban a lo largo de una sola estructura de fallas. Su investigación se centró en la zona de subducción de Kermadec-Tonga y en la zona de subducción de América del Sur, y determinó que en ambos lugares los focos sísmicos caen a lo largo de planos que se hunden a ~ 45 ° de las fosas. Estos planos de sismicidad se denominaron posteriormente zonas de Benioff, o zonas de Wadati-Benioff, en reconocimiento al sismólogo japonés Kiyoo Wadati (1902-1995), que hizo observaciones similares independientes de Benioff al mismo tiempo.

## Estructura
El ángulo de inmersión de la placa de subducción, y por lo tanto de la zona sísmica de Benioff, está dominado por la flotabilidad negativa de la placa y por las fuerzas del flujo de la astenosfera. Una litosfera más joven es más caliente y más flotante, lo que da lugar a zonas de Benioff de inmersión poco profunda, mientras que una litosfera más antigua es más densa y fría, lo que provoca caídas más pronunciadas. La zona de Benioff abarca desde la superficie cercana hasta profundidades de hasta 670 km. El límite superior está justo debajo de los sedimentos débiles, en la punta de la cuña de la zona de subducción, y el límite inferior está donde se produce la transición frágil-dúctil. La mayoría de los terremotos ocurren dentro de la isoterma de 1000 °C, en el interior de la placa que aún no se ha calentado para coincidir con la temperatura del manto circundante en el que se subduce. A profundidades por debajo del espesor de la litosfera, los terremotos ya no se generan por empuje en la interfaz de las dos placas, porque la astenosfera es débil y no puede soportar las tensiones necesarias para fallar. En esta región, la deformación interna de la placa descendente todavía fría es la fuente de los terremotos. Hasta profundidades de 300 km, las reacciones de deshidratación y la formación de eclogita son las principales causas de sismicidad. Por debajo de los 300 km, comenzando aproximadamente en la isoterma de 700 °C, se produce un cambio de fase mineralógica de olivino a espinela, y se cree que ese es el mecanismo de terremoto dominante de esos terremotos muy profundos. En resumen, los terremotos que caracterizan a la zona son de tres tipos por su mecanismo:
1. en la zona más próxima a la fosa, la signatura sísmica revela un origen distensivo, que se interpreta como efecto del encorvamiento de la litosfera cuando inicia la subducción;
2. en la parte media y más extensa, los terremotos son de fricción, y se deben a la que se produce entre las dos placas en el plano de Benioff;
3. los terremotos más profundos, de 300 a 700 km de profundidad, y más alejados de la fosa se supone que son resultado de una contracción brusca de los materiales que subducen. Se atribuye a una transición de fase crítica, en la que los materiales se adaptan a la presión adoptando repentinamente estructuras cristalinas más compactas sin cambio de la composición química.

La inclinación del plano de Benioff varía de unas zonas a otras, pero el ángulo entre el plano de Benioff y la horizontal suele ser menor de 45°. Cuanto mayor sea el ángulo de Benioff, mayor será la magnitud de los sismos que se generen. Así también cuando se trata de márgenes continentales, cuanto mayor sea el ángulo del plano de Benioff, mayor es la posibilidad de generación de tsunamis. Por otra parte, cuanto mayor el ángulo, mayor es el sismo necesario para la generación de tsunamis. Tal es el caso de la costa sudamericana, desde Chile, al sur, hasta Colombia, al norte.

## Zonas de Benioff dobles
En algunos casos, las zonas de subducción muestran dos superficies paralelas de sismicidad separadas por decenas de kilómetros a profundidades intermedias (50-200 km). Un ejemplo principal de esto se encuentra en la isla más grande de Japón, Honshu, donde la zona de Wadati-Benioff está caracterizada por dos líneas bien definidas de focos sísmicos, con una distancia entre cada línea de 30 a 40 kilómetros. Un estudio de la prevalencia global de zonas de Benioff dobles ha encontrado que son comunes en zonas de subducción por todo el mundo.
La superficie de sismicidad superior se encuentra en la corteza de la placa descendente y se atribuye a las reacciones de deshidratación dentro de esa corteza oceánica que dan como resultado la formación de eclogita. El mecanismo detrás de la zona inferior de sismicidad, ubicada en la porción del manto superior de la litosfera descendente, aún se discute; la ubicuidad global de las zonas de Benioff dobles indica que debe ser un proceso que comúnmente ocurre en las zonas de subducción. Algunos de los mecanismos de inestabilidad sugeridos incluyen la fragilidad por deshidratación causada por la descomposición de antigorita o clorita en un manto superior de peridotita hidratada, y la no-flexión de la placa. Las observaciones de los estudios sísmicos indican que el manto litosférico en las profundidades intermedias donde se producen las zonas de Benioff dobles es seco, lo que favorece el mecanismo propuesto para la flexión de la losa.